# جمعیت‌شناسی جنوبگان
در جنوبگان، مردم کمی به صورت همیشگی زندگی می‌کنند. ایستگاه‌های پژوهشی و اردوگاه‌های زمینی به صورت فصلی یا سالانه برپا می‌شوند. در گذشته، دهکده‌های شکار نهنگ نیز وجود داشتند. آمار بزرگترین پایگاه در جنوبگان به نام پایگاه مک‌موردو در تابستان بیش از ۱۰۰۰ نفر و در زمستان نزدیک ۲۰۰ نفر است. نزدیک به ۲۹ کشور که همگی از امضا کنندگان سیستم پیمان جنوبگان هستند مردمی را برای پژوهش‌های فصلی (در تابستان) یا سالانه به جنوبگان یا اقیانوس‌های اطراف آن می‌فرستند.
شمار کسانی که در جنوبگان یا آبخوست‌های پایین‌تر از مدار ۶۰ درجه جنوبی کار علمی و پژوهشی می‌کنند (منطقه‌ای سیستم پیمان جنوبگان در آن کارکرد دارد) یا کار پشتیبانی این کنش‌ها را انجام می‌دهند از ۴۰۰۰ نفر در تابستان تا ۱۰۰۰ نفر در زمستان تغییر می‌کند. همچنین نزدیک ۱۰۰۰ نفر از دیگر کسان چون کارکنان کشتی‌ها و دانشمندانی که کار پژوهشی خود را بر روی کشتی انجام می‌دهند نیز در آب‌های جنوبگان حضور دارند.

## زادگان
دست‌کم ۱۱ نفر در جنوبگان زاده شده‌اند که نخستین آنها امیلیو پالما در ۷ ژانویهٔ ۱۹۷۸ بود.

## آمار
| کشور                | تابستان (ژانویه) ۳,۶۸۷ گردایش (۱۹۹۸–۹۹) | زمستان (ژوئیه) ۹۶۴ گردایش (۱۹۹۸–۹۹) | سالانه در ایستگاه‌ها ۴۲ گردایش (۱۹۹۸–۹۹) | تنها در تابستان ایستگاه‌ها ۳۲ گردایش (۱۹۹۸–۹۹) |
| ------------------- | --------------------------------------- | ----------------------------------- | --------------------------------------- | --------------------------------------------- |
| آرژانتین            | ۳۰۲                                     | ۱۶۵                                 | ۶                                       | ۷                                             |
| استرالیا            | ۲۰۱                                     | ۷۵                                  | ۴                                       | ۴                                             |
| بلژیک               | ۱۳                                      |                                     |                                         |                                               |
| برزیل               | ۸۰                                      | ۱۲                                  | ۱                                       |                                               |
| بلغارستان           | ۱۶                                      |                                     |                                         | ۱                                             |
| شیلی                | ۳۵۲                                     | ۱۲۹                                 | ۴                                       | ۷                                             |
| چین                 | ۷۰                                      | ۳۳                                  | ۲                                       |                                               |
| فنلاند              | ۱۱                                      |                                     | ۱                                       |                                               |
| فرانسه              | ۱۰۰                                     | ۳۳                                  | ۱                                       |                                               |
| آلمان               | ۵۱                                      | ۹                                   | ۱                                       | ۱                                             |
| هند                 | ۶۰                                      | ۲۵                                  | ۱                                       | ۱                                             |
| ایتالیا             | ۱۰۶                                     |                                     | ۱                                       |                                               |
| ژاپن                | ۱۳۶                                     | ۴۰                                  | ۱                                       | ۳                                             |
| کره جنوبی           | ۱۴                                      | ۱۴                                  | ۱                                       |                                               |
| هلند                | ۱۰                                      |                                     |                                         |                                               |
| نیوزیلند            | ۶۰                                      | ۱۰                                  | ۱                                       | ۱                                             |
| نروژ                | ۳۰                                      | ۶                                   | ۱                                       | ۱                                             |
| پرو                 | ۲۸                                      |                                     |                                         | ۱                                             |
| لهستان              | ۷۰                                      | ۲۰                                  | ۱                                       |                                               |
| رومانی              | ۲۰                                      | ۱۱                                  |                                         |                                               |
| روسیه               | ۲۵۴                                     | ۱۰۲                                 | ۶                                       | ۳                                             |
| آفریقای جنوبی       | ۸۰                                      | ۱۰                                  | ۱                                       | -                                             |
| اسپانیا             | ۴۳                                      |                                     | ۱                                       |                                               |
| سوئد                | ۲۰                                      |                                     |                                         | ۲                                             |
| اوکراین             |                                         |                                     | ۱                                       |                                               |
| بریتانیا            | ۱۹۲                                     | ۳۹                                  | ۲                                       | ۵                                             |
| ایالات متحده آمریکا | ۱,۳۷۸                                   | ۲۴۸                                 | ۳                                       |                                               |
| اروگوئه             |                                         |                                     | ۱                                       |                                               |